# Пентадактилос
Пентадактилос или известна още като планината Кирения е дълга и тясна планинска верига, която се разпростира на около 160 км. по северното крайбрежие на остров Кипър. Основно е изградена от варовик, както и от малко мрамор. Най-високият ѝ връх е Кипарисовуно (още известен като Селвили тепе), с височина 1024 м. Пентадактилос(на гръцки Πενταδάκτυλος, на турски Beşparmak) в буквален превод означава „пет пръста“, поради характерната форма на един от върховете в планината.
През юли 1995 г. голям пожар изгаря значителна част от планината, заличавайки гората и прилежащия природен хабитат.
Единствената друга планинска верига в Кипър е планината Троодос.

## Геология
Планината представлява серия от седиментни формации от периода Перм до средния Миоцен, създадена от сблъсъка между африканската и евразийската плоча. Въпреки че е по-ниска от планината Троодос, Пентадактилос е назъбена и се издига рязко от равнината Месаория.

## История
Разположението на планината до самото море я прави привлекателна за изграждането на наблюдателни кули и крепости, гледащи както към северното крайбрежие, така и към централната равнина на острова. Тези крепости, построени главно от византийци и лузиняни, датират от X до XV век. Замъците Свети Хиларион, Буфавенто и Кантара, разположени на върхове, са от стратегическо значение за Кипър през по-голямата част от Средновековието.

## Легенди
Съществуват много легенди за планината Пентадактилос. Една от тях разказва историята на суетен селянин, който се влюбил в местната кралица и поискал ръката ѝ. Кралицата искала да се отърве от нахалния млад мъж и поискала да ѝ се донесе вода от манастира „Апостолос Андреас“ в Карпас, рисковано пътуване в онези дни. Мъжът потеглил и след няколко седмици се върнал с мех, пълен с тази ценна вода. Кралицата била смаяна от това, че той е успял, но все пак отказала да се омъжи за него. В миг на ярост, мъжът излял водата на земята, загребал от създалата се кал и я хвърлил по главата на кралицата. Тя обаче успяла да се наведе и бучката пръст прелетяла през цялата равнина, забивайки се на върха на планината Пентадактилос. Днес тя все още е там, показвайки пресечените пръсти на селянина.